# Каратшар
Каратшар (*д/н — 1461) — володар Кабула, Кандагару, Газні, Балху і Тохаристану в 1439—1452 і 1457—1461 роках.

## Життєпис
Походив з династії Тимуридів. Молодший син Суюрґатмиша, володаря Кабула, Кандагару, Газні, Балху і Тохаристану. Після повалення 1439 року Шахрух Мірзою свого онука Султан-Масуда Мірзи, що свого часу змінив Суюрґатмиша. Новим правителем став Каратшар.
Зберігав вірність дідові. 1447 року після смерті Шахрух Мірзи став фактично незалежним володарем, прийнявши титул еміра. 1449 роу загинув стрийко Улугбек, володар Держави Тимуридів, після чого почалася боротьба усіх представників династії між собою.
1452 року зазнав поразки від Абул-Касіма Бабура. втративши Кандагар, Газні і Кабул. Зберіг за собою Тохаристан і Бадахшан, вів боротьбу за Балх з Ахмедом і Мухаммедом Джуки (синами еміра Абд аль-Латіфа Мірзи). 1457 року після смерті бабура повернув під свою владу Кабул, Газні і Кандагар. Але вимушенбув визнати зверхність Султан Абу-Саїда, еміра Мавераннахра.
Решту життя приділив відновленю порядку, міст та господарства. Помер 1461 року. На його місце Султан Абу-Саїд призначив свого сина Улугбека Мірзу.